# سيمياء (سحر)
السيمياء هي مجال دراسة الطقوس والتقاليد التي تمارس من أجل التواصل مع الماورائيات أو مع وجوديات لا يمكن استيعابها في العالم المادي، مثل الألهة، أو إحضاره، من أجل الاتحاد معها أو تحقيق الكمال الذاتي. يخطئ البعض بربطها بالسحر أو الشعوذة وهو خطأ شائع.

## تعريف
- برقلس (480م): السيمياء هي سلطة أعلى من كل حكمة البشر والتي تستفيد من بركة إلهية، وتنقية قوة الإله.[1]
- في الإسلام: تعتبر السيمياء نوع من أنواع السحر المحرمة. وهو عبارة عما يركب من خواص أرضية (مثل دهن أو مائعات أو كلمات خاصة) والتي تسيطر على وهم الأفراد.[2]
- بيير ريفارد: السيمياء هي نوع من أنواع السحر. تعتمد مجموعة من الممارسات السحرة لجذب أرواح لرؤيتهم أو التأثير عليهم أو لتسكن فردا ما، أو لكشف الأسرار.[3]

## الأفلاطونية المحدثة
السيمياء تعني العمل الإلهي. ظهر المصطلح منتصف القرن الثاني الميلادي في «النبؤات الكلدانية». والسيمياء الغربية ظهرت بالفلسفة الأفلاطونية المحدثة. فقد اعتبروا أن العالم الروحي هو تجليات الإله من الأحد. فمن «الواحد» تجل عالم العقل (ويسمونه النوس). ومن العقل تجلى عالم الروح. ومن عالم الروح تجلى العالم المادي واعتقدوا ان كل التجليات تبقى هي نفسها على كل المستويات. وقال أفلوطين بأن التأمل هو لطريق للوصول إلى السيمياء بهدف الاتحاد مع الإله (ويسمى هينوسيس). لذا اعتمدت طريقته التأمل والتفكر. أما يمبليكوس، تلميذ بلوفيري، فاعتمد الابتهالات والطقوس الدينية والسحرية لأنه اعتبر السيمياء تقليد للألهة.

## سيمياء مسيحية النخبة
اعتبر مسيحية النخبة (بالإنجليزية: Esoteric Christianity)‏، الذين اهتموا بتعلم أسرار الله، أن السيمياء ضرورية للإنسان وللالتقاء إلى درجات وعي أعلى عن طريقة تقوية الطبيعة الروحية للشخص. ويعتبرون أن السيمياء تساعد للوصول إلى المعرفة الأعلى للشخص والتواصل معها وتعلم الحكمة الإلهية التي لا يستطيع الحصول عليها من الإنسان. وبعض النخبة يؤمنون أن ممارستها ترقي الفرد إلى درجة ماجوسي.

## سيمياء الإسلام
يقول ابن عربي في فتوحاته:

## السيمياء اليهودية
تعتبر القبالة اليهودية أن الكون هو من تجليات خواص الله متمثلة بالسفروت العشرة في عين سوف. فبالنسبة لهم، الكيتير هي أعلى تجليات الله ولا يستطيع أحد الوصول إليها. أما الملخوت، فهى أدنى تجليات الله مع أنها أعلى من العالم المادي. لكن مع السيمياء، يستطيع الإنسان الوصول إليها، لذا تسمى السكينة. وعندهم، للوصول للسكينة، يجب التأمل بالسفروت وليس عبادتها.